# Битва при Моралесе (1813)
Битва при Моралесе произошла 2 июня 1813 года. Это была кавалерийская схватка между авангардом герцога Веллингтона и арьергардом французской армии. Она произошла недалеко от деревни Моралес, которая находится в окрестностях Торо, Самора в Испании. Французской кавалерией командовал генерал Дижон, а британскими гусарами — полковник Грант, хотя приказ атаковать отдал майор Джордж Робартс.
Битва считается победой англичан. После её окончания французская кавалерия отошла к своей отступающей пехоте, а британская кавалерия без поддержки пехоты не смогла продолжить атаку.